# Arras Film Festival 2021
Le Arras Film Festival 2021, 22e édition du festival, se déroule du 5 au 14 novembre 2021.

## Déroulement et faits marquants
Le 14 novembre 2021, le palmarès est dévoilé : le film Becoming Mona de Sabine Lubbe Bakker et Niels Van Koevorden remporte l'Atlas d'or du meilleur film. L'Atlas d'argent de la mise en scène est remis à Frédéric Baillif pour La Mif. Le prix de la critique et le prix du public sont remportés par le film Varsovie 83, une affaire d'État de Jan P. Matuszyński.

## Jury

### Jury Atlas
- Vincent Garenq (président du jury), réalisateur
- Agathe Bonitzer, actrice
- Gilles Cohen, acteur
- Murielle Magellan, dramaturge

## Sélection

### Compétition européenne
- Becoming Mona de Sabine Lubbe Bakker et Niels Van Koevorden  Pays-Bas  Belgique
- The Blind man who did not want to see Titanic de Teemu Nikki  Finlande
- Erna at war de Henrik Ruben Genz  Danemark
- Inventory de Darko Sinko  Slovénie
- Kadir de Selman Nacar  Turquie
- Varsovie 83, une affaire d'État de Jan P. Matuszyński  Pologne
- La Mif de Frédéric Baillif  Suisse
- Dédales (Miracol) de Bogdan George Apetri  Roumanie
- Vera dreams of the sea de Kaltrina Krasniqi  Kosovo

### Découvertes européennes
- Ali & Ava de Clio Barnard  Royaume-Uni
- Apples de Chrístos Níkou  Grèce
- Les aventures d'un mathématicien de Thorsten Klein  Allemagne
- The castle de Lina Luzyte  Lituanie  Irlande
- L'équipier de Kieron J. Walsh  Irlande
- Luzzu de Alex Camilleri  Malte
- My heart goes boom! (Explota Explota) de Nacho Álvarez  Espagne
- Nobody Has to Know de Bouli Lanners  Belgique
- Nos plus belles années (Gli anni più belli) de Gabriele Muccino  Italie
- Piccolo Corpo de Laura Samani  Italie
- Poulet Frites de Jean Libon et Yves Hinant  Belgique
- Un endroit comme un autre (Nowhere special) de Uberto Pasolini  Italie
- Hambi de Lukas Reiter  Allemagne

### Visions de l'Est
- Au crépuscule (Sutemose) de Šarūnas Bartas  Lituanie
- Evolution de Kornél Mundruczó  Hongrie
- La Fièvre de Petrov de Kirill Serebrennikov  Russie

### Visions de l'Est - Focus cinéma ukrainien
- Blindfold (Iz zavyazanymy ochyma) de Taras Dron  Ukraine
- The Forgotten (Zabuti) de Daria Onyshchenko  Ukraine
- My Thoughts Are Silent de Antonio Lukich  Ukraine
- Olga de Elie Grappe  Ukraine

### Visions de l'Est - films classiques restaurés
- Un jour un chat de Vojtěch Jasný  Tchécoslovaquie
- Une blonde émoustillante de Jiří Menzel  Tchécoslovaquie

## Palmarès

### Compétition
- Atlas d'or du meilleur film : Becoming Mona de Sabine Lubbe Bakker et Niels Van Koevorden
- Atlas d'argent de la mise en scène : Frédéric Baillif pour La Mif
- Prix de la critique : Varsovie 83, une affaire d'État de Jan P. Matuszyński
- Prix du public : Varsovie 83, une affaire d'État de Jan P. Matuszyński
- Prix regards jeunes : The Blind man who did not want to see Titanic de Teemu Nikki